# صموئيل آي. باركر
صموئيل آي. باركر (بالإنجليزية: Samuel I. Parker) هو عسكري أمريكي، ولد في 17 أكتوبر 1891 في مونرو في الولايات المتحدة، وتوفي في 1 ديسمبر 1975 في كونكورد في الولايات المتحدة.